# Arbors Records
Arbors Records ist ein US-amerikanisches Jazz-Plattenlabel, das 1989 gegründet wurde.

## Das Label
Arbors Records ist ein unabhängiges amerikanisches Jazz-Plattenlabel, das 1989 gegründet wurde und seinen Sitz in Clearwater (Florida) hat. Es wird seitdem als Familienunternehmen von Mat († 2012) and Rachel Domber geführt und war anfangs der Edition von Musik des befreundeten Musikers Rick Fay gewidmet; die erste Veröffentlichung war dessen Livealbum Rick Fay’s Hot Five: Live at Lone Pine. Musikalischer Direktor des Labels ist der Posaunist Dan Barrett. Arbors Records veranstaltet außerdem das jährlich im März stattfindende March-of-Jazz-Wochenende in Florida mit den dem Label verbundenen Musikern. Ursprünglich erschien auf dem Label Dixieland Jazz; das Spektrum der Veröffentlichungen erstreckt sich inzwischen auf weitere Jazz-Bereiche, vorwiegend des Mainstream Jazz.
Zu den Künstlern, die auf Arbors Records veröffentlicht wurden, gehören Bill Allred (The New York Sessions, 2010), Ruby Braff, Dan Barrett, James Chirillo, Kenny Davern, Peter Ecklund, Diego Figueiredo, Johnny Frigo, Dave Frishberg (Retromania: At the Jazz Bakery), Greg Cohen, Wycliffe Gordon, Marty Grosz, Bob Haggart, Jake Hanna, Skitch Henderson, Dick Hyman, Jane Jarvis, Jerry Jerome, Eddie Higgins, George Masso, Tony DeNicola, Michael Moore, Ken Peplowski, Bucky Pizzarelli (5 for Freddie), John Pizzarelli (Family Fugue), Herb Pomeroy, John Sheridan, Carol Sloane, Ralph Sutton, Johnny Varro, Bob Wilber (Fletcher Henderson’s Unrecorded Arrangements for Benny Goodman), George Wein, Allan Vaché, Warren Vaché (Don’t Look Back, 2006) und Dick Wellstood.
In der Reihe Arbors Piano Series erschienen Piano-Solo-Alben, zunächst von John Bunch (1997), Johnny Varro (1998) und Dave Frishberg (By Himself: Arbors Piano Series, Volume 3, 1998); 2012 endete die Reihe mit einem Album von Chuck Folds.